# Из Уфы с любовью
Из Уфы с любовью — первая полнометражная комедия режиссёра Айнура Аскарова по сценарию Айдара Акманова. Премьера фильма состоялась 3 августа 2017 года. Часть средств на создание фильма была получена в виде гранта Главы Республики Башкортостан.
В уфимских кинотеатрах фильм несколько месяцев оставался в прокате и побил все рекорды собираемости среди национальных кинолент.

## Сюжет
В фильме почти детективная история с поисками фамильной реликвии плавно превращается в Lovestory.
По словам режиссёра «В этом фильме есть ещё один главный герой. Это — сама Уфа. Необычная, яркая, с непростым, а подчас капризным характером, но всегда дающая шанс каждому найти свою любовь, свое счастье. И этот фильм — признание в любви к родному городу».

## В ролях
| Актёр               | Роль                          |
| ------------------- | ----------------------------- |
| Аскар Нагаев        | Урал                          |
| Эмиль Амиров        | Фарид                         |
| Алмас Амиров        | отец Фарида                   |
| Полина Смыковская   | Саня                          |
| Анастасия Речистер  | Дина                          |
| Зульхиза Галикиева  | Гульназ                       |
| Ильсияр Газетдинова | Зухра                         |
| Азат Зиганшин       | Герман Альфредович            |
| Полина Шабаева      | Анастасия                     |
| Ахат Хусаинов       | Дед Шамиль                    |
| Фардуна Касимова    | Бабушка                       |
| Хурмат Утяшев       | Дедушка                       |
| Расуль Карабулатов  | Помощник Германа Альфредовича |

## Съёмочная группа
- Режиссёр: Айнур Аскаров
- Продюсеры: Айнур Аскаров
- Сценарий: Айдар Акманов
- Композитор: Руслан Шафиков, Камиль Абдуллин, Ильдар Шакиров
- Оператор: Тимур Ганеев
- Художник: Айгуль Байрамгулова
- Монтажер: Александр Снадин

## Саундтрек
- 01. Лу Фон Шаломе — Из Уфы с любовью

## Награды и номинации
| Награды и номинации | Награды и номинации                          | Награды и номинации | Награды и номинации | Награды и номинации |
| Награда             | Категория                                    | Номинант            | Результат           |                     |
| ------------------- | -------------------------------------------- | ------------------- | ------------------- | ------------------- |
| Кинобизнес сегодня  | «Самый кассовый фильм ограниченного проката» | «Из Уфы с любовью»  | Победа              |                     |
| Киношок             | «Лучший сценарий»                            | «Из Уфы с любовью»  | Победа              |                     |
| Серебряный Акбузат  | «Национальное и этническое кино»             | «Из Уфы с любовью»  | Победа              |                     |